# جيرارد برونيي
جيرارد برونيي (بالألبانية: Gerhard Progni‏) (6 نوفمبر 1986 في ألبانيا - ) هو لاعب كرة قدم ألباني في مركز الوسط. شارك مع منتخب ألبانيا تحت 19 سنة لكرة القدم ومنتخب ألبانيا تحت 21 سنة لكرة القدم. أما مع النوادي، فقد لعب مع بارتيزاني تيرانا ودينامو تيرانا ونادي سكندربيو كورتشه ونادي فلامورتاري فلوره ونادي كوكسي وKF Besa Kavajë ‏.

## وصلات خارجية
- جيرارد برونيي على موقع الاتحاد الأوربي (الإنجليزية)
- جيرارد برونيي على موقع قاعدة بيانات كرة القدم.إي يو (الإنجليزية)
- جيرارد برونيي على موقع Soccerbase.com (لاعب) (الإنجليزية)
- جيرارد برونيي على موقع Soccerway.com (الإنجليزية)
- جيرارد برونيي على موقع عالم كرة القدم.نت (الإنجليزية)
- جيرارد برونيي على موقع AS.com (الإسبانية)